# Corrupted
I Corrupted sono una band giapponese doom/sludge metal. Sono noti per la loro idiosincrasia ad interviste e pubblicità.  Hanno registrato cinque album, numerosi split album con altri artisti e si esibiscono regolarmente in Giappone e all'estero.

## Stile musicale
Sono stati descritti da JB Roe di Grooveshark come "uno tra i più pesanti e cupi gruppi doom/sludge in circolazione, distintamente cacofonici, che stratificano il feedback polverizzando le progressioni in un rombo distintamente cacofonico".  Tuttavia, alcune canzoni presentano lunghe sezioni acustiche, interludi parlati e strumenti non convenzionali. Un esempio in tal senso può essere trovato nel loro album del 2005 El mundo frío, che è una canzone di 72 minuti con ampie sezioni di arpa. Iann Robinson ha scritto su Nonelouder.com: "Proprio quando pensi di poter classificare i Corrupted come una band doom, pubblicano un set acustico lussureggiante all'interno del loro squallido panorama musicale".
Cantano principalmente in spagnolo, con alcune canzoni che contengono sezioni in giapponese o inglese.

## Discografia

### Album in studio
- Paso Inferior (1997, Frigidity Discos)
- Llenandose de gusanos (1999, HG Fact)
- Se hace por los sueños asesinos (2004, HG Fact)
- El mundo frío (2005, HG Fact)
- Garten der Unbewusstheit (2011, Nostalgia Blackrain)

### EP
- Anciano (1995, Japan Overseas)
- El dios queja (1995, Tag Rag)
- Nadie (1995, Third Culture)
- Dios injusto (1999, Frigidity Discos)
- Felicific Algorithim (2018, Cold Spring Records)

### Singoli
- "La victima es tu mismo" (2001, View Beyond Records)
- "Vasana" (2007, HG Fact)
- "An Island Insane" (2007, HG Fact)
- "喪失: Loss" (2015, Crust War)

### Splits
- Con i Grief (1995), HG Fact)
- Con i Black Army Jacket (1997, Frigidity Discos)
- Con i Enemy Soil (1997, HG Fact)
- Con i Noothgrush (1997, Reservoir)
- Con i Scarver's Calling (1999, Gouge Records)
- Con i Phobia (1999, Rhetoric Records / Deaf American Recordings)
- Con i Meat Slave (2000, HG Fact)
- Con i Machetazo (2000, Frigidity Records)
- Con gli Sloth (2000, autoprodotto)
- Con i Discordance Axis and 324 (2001, HG Fact)
- Con i Cripple Bastards (2002, HG Fact)
- Con gli Infaust (2002, Blind Date)

### Apparizioni in raccolte
- Raggle Taggle (1996, Tag Rag)
- Una de gato cuerno de vaca (1996, Tee Pee Records)
- Painkiller vol. 1 (1996, Devastating Soundworks)
- Reality No. 3 (1999, Deep Six Records)
- Homeless Benefit EP (1999, Bad Card Records)
- Twin Threat to Your Sanity (2001, Bad People Records)

## Formazione
- Chew Hasegawa — batteria
- Mark Yokota — chitarra
- Ippei Suda — basso
- Mother Sii — voce

### Membri passati
- Yasushi Yoshida — voce (live)
- Takaho — voce (live)
- Kawabata — voce (live)
- Rie lambdoll — voce (live)
- Hevi — voce, basso
- Talbot — chitarra
- Anri — arpa su El mundo frio
- Takehito Miyagi — tastiera (studio)
- Shibata — basso
- Jose — basso
- Lowell Isles — basso
- Katsumi Hiryu — basso
- Monger — basso